# Xie Sun
Xie Sun (en xinès simplificat: 谢荪; en xinès tradicional: 謝蓀; en pinyin: Xiè Sūn), també conegut com a Yaoling, fou un pintor xinès que va viure sota la dinastia Qing. No es coneixen les dates exactes del naixement ni de la mort de Xie però se sap que la seva activitat es va desenvolupar a la segona meitat del segle xvii. Era originari de Jiangning, província de Jiangsu (encara que també s'ha mencionat Jingling al territori que actualment és Nanjing).
Va destacar sobretot com a pintors de paisatges i també de flors i ocells. Va ser un dels Vuit Mestres de Nanjing que en pinyin és Jinling Bajia, per la qual cosa també es coneixen com Els de la Secta de Jinling. S'exposen obres seves al Museu d'Art de San Diego, a Califòrnia (Estats Units).